# 인공임신중절
인공임신중절이란 인위적으로 행하는 인공 유산(협의의 낙태) 중 대한민국법에서 허용한 의료인의 의료적인 낙태 행위를 인공임신중절 혹은 임신중절술이라고 대한민국에서 부른다. 이 인공 임신중절술을 일상 대화에서 흔히 낙태라 표현한다.

## 대한민국 법제상의 인공임신중절
대한민국에서는 과거 ‘낙태죄’를 정하여 인위적인 낙태를 전면적으로 금지하고 낙태를 한 임신부는 형법 269조에 따라 1년 이하의 징역 또는 200만 원 이하의 벌금에 처하고, 임신부 외에 낙태행위를 한 사람 또한 처벌했었다. 그러나 2019년 4월 11일, 헌법재판소에서 낙태죄에 대해 헌법 불합치 결정을 내렸고, 이후 수정된 법안이 발의되지 않아 2021년 1월 1일 낙태죄는 폐지되었다.
다만, 과거에도 모자보건법의 인공임신중절 허용사유에 해당하는 경우에는 낙태죄로 처벌하지 않았다.

낙태에 관한 국가별 입장
임산부의 요청에 응하는 경우 합법. 낙태주수에 대한 제한 없음
임산부의 요청에 응할 경우 합법. 낙태주수 제한은 17주 이상
임산부의 요청에 응하는 경우 합법. 낙태주수 제한은 17주 미만
임산부의 요청에 응하는 경우 합법. 낙태주수에 대한 제한 불명
불법. 예외는 강간, 임산부의 생명·건강, 사회경제적 이유, 태아의 장애
불법. 예외는 강간, 임산부의 생명·건강, 태아의 장애
불법. 예외는 임산부의 생명·건강, 태아의 장애
불법. 예외는 강간, 임산부의 생명·건강
불법. 예외는 임산부의 생명·건강
불법. 예외는 임산부의 생명
불법. 예외 없음.
불명

제269조(낙태)① 부녀가 약물 기타 방법으로 낙태한 때에는 1년 이하의 징역 또는 200만원 이하의 벌금에 처한다.
② 부녀의 촉탁 또는 승낙을 받어 낙태하게 한 자도 제1항의 형과 같다.
제270조(의사 등의 낙태, 부동의낙태)① 의사, 한의사, 조산사, 약제사 또는 약종상이 부녀의 촉탁 또는 승낙을 받어 낙태하게 한 때에는 2년 이하의 징역에 처한다.— 형법

제14조(인공임신중절수술의 허용한계)① 의사는 다음 각 호의 어느 하나에 해당되는 경우에만 본인과 배우자(사실상의 혼인관계에 있는 사람을 포함한다. 이하 같다)의 동의를 받아 인공임신중절수술을 할 수 있다.
1. 본인이나 배우자가 대통령령으로 정하는 우생학적(優生學的) 또는 유전학적 정신장애나 신체질환이 있는 경우
2. 본인이나 배우자가 대통령령으로 정하는 전염성 질환이 있는 경우
3. 강간 또는 준강간(準强姦)에 의하여 임신된 경우
4. 법률상 혼인할 수 없는 혈족 또는 인척 간에 임신된 경우
5. 임신의 지속이 보건의학적 이유로 모체의 건강을 심각하게 해치고 있거나 해칠 우려가 있는 경우
② 제1항의 경우에 배우자의 사망·실종·행방불명, 그 밖에 부득이한 사유로 동의를 받을 수 없으면 본인의 동의만으로 그 수술을 할 수 있다.
③ 제1항의 경우 본인이나 배우자가 심신장애로 의사표시를 할 수 없을 때에는 그 친권자나 후견인의 동의로, 친권자나 후견인이 없을 때에는 부양의무자의 동의로 각각 그 동의를 갈음할 수 있다.
제28조(「형법」의 적용 배제)이 법에 따른 인공임신중절수술을 받은 자와 수술을 한 자는 「형법」 제269조제1항·제2항 및 제270조제1항에도 불구하고 처벌하지 아니한다.— 모자보건법

제15조(인공임신중절수술의 허용한계)① 법 제14조에 따른 인공임신중절수술은 임신 24주일 이내인 사람만 할 수 있다.
② 법 제14조제1항제1호에 따라 인공임신중절수술을 할 수 있는 우생학적 또는 유전학적 정신장애나 신체질환은 연골무형성증, 낭성섬유증 및 그 밖의 유전성 질환으로서 그 질환이 태아에 미치는 위험성이 높은 질환으로 한다.
③ 법 제14조제1항제2호에 따라 인공임신중절수술을 할 수 있는 전염성 질환은 풍진, 톡소플라즈마증 및 그 밖에 의학적으로 태아에 미치는 위험성이 높은 전염성 질환으로 한다.— 모자보건법 시행령

## 인공임신중절술의 종류
인공임신중절술은 다음과 같이 나뉜다.
1. 소파술 : 태아를 긁어내 배출하는 수술로, 주로 임신 16주 이내에 시술된다. 질을 통한 유산법으로, 해초(海草)로 제조한 '라미나리아'라는 경부 확장물 여러 개를 자궁의 입구인 자궁경부에 삽입하여 닫혀 있는 자궁경부를 부드럽게 만들어 열리게 한 후 시술한다. 경부가 열리면 마취한 후에 가는 수저모양으로 생긴 큐렛이라는 강철나이프를 자궁에 삽입해 태아의 신체를 절단해서 긁어낸다. 이 수술은 많은 출혈을 유발한다.

낙태는 시술 중 자궁에 구멍이 나는 자궁천공, 출혈, 수술감염증 등의 위험을 수반한다. 또한, 낙태 이후 임신을 원할 때 임신이 되지 않는 불임의 원인이 될 수 있다.
1. 흡인술 : 태아를 관으로 빨아 배출하는 수술로, 주로 임신 12주 이내에 시술된다. 자궁경부를 확장시킨 후, 튜브 모양의 기다란 관을 자궁에 넣어 절단한 태아의 신체와 태반을 진공으로 빨아낸다. 이때 흡인기의 흡인력은 가정용 진공 청소기보다 20배 정도 강하다. 이후에도 조직이 남아 있다고 생각되면 예리한 큐렛으로 훑기 때문에 자궁에 구멍이 나는 자궁천공이 생길 수 있다. 출혈과 감염증 발생률이 낮아 소파술보다 여러모로 우수한 시술법이다.
2. 유도분만 : 태아를 자궁 밖으로 나오게 하는 수술로, 임신 4개월 이후에 시행된다. 자궁경부에 라미나리아를 삽입하여 5cm 정도 넓혀 태아, 태반, 잔류물을 꺼낸다.
3. 자궁절개술 : 산모의 복부와 자궁을 절개하여 태아와 태반을 꺼내는 수술로, 제왕절개술과 기본적으로 동일하다. 모자보건법상 인공임신중절수술은 임신 24주 이내에만 할 수 있기 때문에, 그 이후에나 시행할 수 있는 낙태목적의 자궁절개술은 원칙적으로 모두 불법이며, 이 시기에 태아는 생존확률이 높아 낙태목적으로 시술할 경우에 시술자가 살인죄로 처벌될 가능성이 있기 때문에 현실적으로는 시술이 거의 불가능하다.
4. 자궁절제술 : 자궁을 제거하는 수술로, 자궁절개술 등의 낙태 과정에서 자궁수축이 제대로 이루어지지 않아 자궁의 출혈이 과다할 경우에 시술된다. 이 수술을 시행하면 임신부는 더 이상 아이를 가질 수 없다.
5. 프로스타글라딘 약제 : 임신 13주 이후, 주로 4~5개월 된 임신 중기의 태아를 낙태할 때에 많이 사용된다. 약제를 질에 삽입하거나 자궁에 주입함으로써 자궁경부를 연화시키고 자궁을 수축시키며 경관(頸管)을 팽창시켜 임신산물을 배출시키는 수술이다.
6. 옥시토신 주사법 : 임신부가 혈관질환이나 저산소혈증을 보이는 중증질환을 앓고 있을 경우에는 옥시토신 정맥주사로 자궁을 수축시켜 유산하게 한다. 이 시술은 수분중독증, 자궁파열 등의 부작용이 있다.
7. RU-486 : 낙태약으로, 임신 초기 자궁내막의 발달을 돕는 황체호르몬인 프로제스테론의 작용을 차단함으로써 자궁내막을 파괴하고 태아를 자궁에서 떨어져 나가게 한다. 단독사용 시에는 낙태실패율이 20~40%에 이르기 때문에, 낙태의 성공률을 높이기 위해 자궁수축제인 프로스타글라딘과 함께 사용한다. 부작용이 많아 국내에서는 허용되지 않고 있다.

## 인공임신중절술의 부작용/후유증
낙태는 시술 중 자궁에 구멍이 나는 자궁천공, 출혈, 수술감염증 등의 위험을 수반한다. 또한, 낙태 이후 임신을 원할 때 임신이 되지 않는 불임의 원인이 될 수 있다.

## 참고 문헌
- 김일수, ⟪법 인간 인권(제3판)⟫, 박영사 ,1999[쪽 번호 필요]
- 심영희, ⟪낙태의 실패 및 의식에 관한 연구⟫, 형사정책연구원, 1991[쪽 번호 필요]